# 德法公共电视台

德法公共电视台斯特拉斯堡大楼

德法公共电视台（法語：Association Relative à la Télévision Européenne；直譯為歐洲電視協會）是一個于1992年由法国、德国合資建立的公共電視频道，總部位于斯特拉斯堡和巴登巴登，宗旨是推廣優質節目與世界藝術文化，節目多以法语和德语播出，並在線提供西班牙语、波兰语、意大利语字幕。arte由法國與德國各出資50%，董事會成員比例为法德各半并輪流擔任董事長與總裁。預算主要來自德法兩國視聽稅而非廣告收入，會透過合製方式與世界各地團隊製作優質文化節目。